# Frits Zernike
Frits Zernike (Amsterdam, 16. srpnja 1888. – Amersfoort, 10. ožujka 1966.), nizozemski fizičar. Studirao je u Amsterdamu, doktorirao 1915. Bio je profesor teorijske fizike, poslije i matematičke fizike i teorijske mehanike na Sveučilištu u Groningenu (od 1913. do 1958.). Bavio se problemima optike, posebno ogibom svjetlosti te konstrukcijama optičkih instrumenata. Dobio je Nobelovu nagradu za fiziku 1953. za konstrukciju mikroskopa s faznim kontrastom (1938.), koji omogućava promatranje unutrašnjosti žive stanice. Bio je član francuske Akademije znanosti (od 1958.). Po njem je nazvan krater na Mjesecu (Zernike (krater)).

## Mikroskop s faznim kontrastom
Mikroskop s faznim kontrastom ili faznokontrastni mikroskop omogućuje promatranje malih razlika u lomu svjetlosti, što se primjenjuje za promatranje procesa u živim stanicama. Kod njega se posebnim postupkom osvjetljivanja čine vidljivim veoma male razlike u indeksu loma ili debljini prozirnih uzoraka. 
Pri promatranju bezbojnih prozirnih uzoraka pomoću običnog mikroskopa veoma je teško ili nemoguće raspoznati strukturu tih uzoraka zbog nepostojanja kontrasta. Da bi se povećao kontrast, razvijene su metode pripreme (preparacije) uzorka (na primjer bojenje). Ta priprema uzorka uzrokuje kemijske ili fizikalne promjene uzorka, posebno živih bioloških stanica. Upotrebom faznokontrastnog mikroskopa omogućeno je promatranje strukture prozirnih bezbojnih uzoraka bez ikakva zahvata na uzorku, pa je takav mikroskop naročito važan u medicinskim i biološkim istraživanjima gdje je potrebno proučavati žive stanice. 

### Pretvorba razlike faza u razliku kontrasta
Pri prolazu svjetlosti kroz predmet smanjuje se njena jakost (intenzitet), već prema moći upijanja (apsorpciji). Registriranjem detektorima kojima se opaža promjena svjetlosne jakosti, okom ili fotografijom, dobiva se slika predmeta. To je slika koja se opaža kroz obični mikroskop. Ako je predmet potpuno proziran (transparentan), gotovo da nema upijanja svjetlosti, pa nema ni promjene njene jakosti; oko tada ne opaža slike. Takav je predmet u mikroskopu nevidljiv. Postoji jedino pomak u fazi svjetlosti koje prolazi kroz prozirni uzorak, prema svjetlu koje mimoilazi predmet, zbog razlike u indeksu loma. Oko i fotografska emulzija, međutim, nisu osjetljivi na promjenu faze, već samo na razliku jakosti svjetlosti. U faznokontrastnom mikroskopu ostvaruje se pretvaranje razlike faze u razliku jakosti, to jest postiže se vizualizacija fazne slike. 
Promatrajući svjetlost kao valnu pojavu, pri njenom prolazu kroz djelomično apsorbirajući uzorak smanjuje se amplituda, a time i jakost koja je razmjerna (proporcionalna) kvadratu amplitude. Isti učinak se postiže interferiranjem s valom iste valne duljine koji ima razmjerno manju amplitudu, a pomaknut je u fazi za pola valne duljine. Taj formalizam ima fizikalne osnove i predstavlja raspršenje i ogib (difrakciju) svjetlosti. Važnost ogiba za stvaranje slike prvi je uočio E. Abbe. On je pokazao da konačna slika nastaje interferencijom upadne i ogibne (difraktirane) svjetlosti.